# Boztepe (stad)
Boztepe is een plaats met 5022 inwoners (2000) binnen de Turkse provincie Kırşehir en in het gelijknamige district Boztepe.